# Arthrostylidium ekmanii
Arthrostylidium ekmanii är en gräsart som beskrevs av Charles Leo Hitchcock. Arthrostylidium ekmanii ingår i släktet Arthrostylidium och familjen gräs. Inga underarter finns listade i Catalogue of Life.